# Kaoru Wakabayashi
Kaoru Wakabayashi (若林薫?, Wakabayashi Kaoru; Tokyo, 19 agosto 1938) è un ex cestista giapponese.

## Carriera
Con il Giappone ha partecipato a due edizioni dei Giochi olimpici (Roma 1960, Tokyo 1964) e a due Campionati del mondo (1963, 1967).